# Debrecen–Nyírábrány-vasútvonal
A Tiszántúl keleti részén fekvő Debrecen–Nyírábrány(–Érmihályfalva)-vasútvonal a MÁV 105-ös számú, egyvágányú, nem villamosított vasútvonala. Folytatása az Érmihályfalva–Nyírábrány-vasútvonal, mely a román vasúthálózat része 421-es számmal.

## Történelem
A Máramaros vármegyében lévő bányák termékeinek, valamint a faáruk szállításának megkönnyítésére a vasútépítést már az 1850-es években tervbe vették. A vasútvonal építésére, Nyíregyháza–Namény–Sziget között, a Tiszavidéki Vasút kért és kapott engedélyt 1859-ben. A vasúttársaság azonban Erdély felé kívánt terjeszkedni, így a mai vasútvonal elődjét, a Tiszavidéki Vasút terveitől eltérő nyomvonalon, a Magyar Északkeleti Vasút kezdte meg építeni.
A Magyar Északkeleti Vasút társaság a Debrecen és Nagykároly közötti 70 km hosszú szakaszt 1871. június 5-én, a Nagykárolytól Szatmárig (Szatmárnémeti régies neve) tartó 36 km hosszú szakaszt 1871. szeptember 1-jén, a Szatmár és Bustyaháza közötti 80 km hosszú vonalszakaszt 1872. június 16-án, a vasútvonal Bustyaháza és Sziget (Máramarossziget régies neve) közötti utolsó, 34 km hosszú részét 1872. december 4-én nyitotta meg. A vasútvonal Debrecennél csatlakozott a Tiszavidéki Vasút vonalaihoz.

## Pálya
A vonal felépítménye napjainkban 48 kg/fm sínrendszerű, hagyományos, hevederes illesztésű. Az alátámasztása túlnyomórészt faaljas, illetve részben vasbetonaljas, az ágyazata zúzottkő.
| Kezdőpont  | Végpont    | Táv [km] | Sebesség [km/h] |
| ---------- | ---------- | -------- | --------------- |
| Debrecen   | Vámospércs | 20       | 60–80           |
| Vámospércs | Nyírábrány | 10       | 40              |

## Forgalom
Az ütemes menetrend bevezetése óta személyvonat jár 2 óránként Debrecen és Nyírábrány között. Napi három nemzetközi személyvonat is közlekedik Debrecen, illetve Nagyvárad, Szatmárnémeti között.

## Járművek
A vonal kiszolgálását Bzmot motorkocsi, 6312, valamint 6342 sorozatú motorvonat és MÁV M41 dízelmozdony kettő Bhv személykocsival végzi. Korábban MDmot motorvonatok is közlekedtek erre. A nemzetközi személyvonatokat szintén a MÁV M41 továbbítja. A tehervonatokat debreceni honállomású MÁV M62 sorozat vontatja.